# Winhall
Winhall es un pueblo ubicado en el condado de Bennington en el estado estadounidense de Vermont. En el año 2010 tenía una población de 769 habitantes y una densidad poblacional de 6,75 personas por km².

## Geografía
Winhall se encuentra ubicado en las coordenadas 43°9′22″N 72°54′48″O / 43.15611, -72.91333.

## Demografía
Según la Oficina del Censo en 2000 los ingresos medios por hogar en la localidad eran de $57,750 y los ingresos medios por familia eran $65,000. Los hombres tenían unos ingresos medios de $35,096 frente a los $22,969 para las mujeres. La renta per cápita para la localidad era de $30,378. Alrededor del 4% de la población estaba por debajo del umbral de pobreza.